# (4048) Samwestfall
(4048) Samwestfall es un asteroide perteneciente al cinturón de asteroides, descubierto el 30 de octubre de 1964 por el equipo de la Universidad de Indiana desde el Observatorio Goethe Link, Brooklyn (Estados Unidos).

## Designación y nombre
Designado provisionalmente como 1964 UC. Fue nombrado Samwestfall en homenaje del historiador estadounidense Richard Samuel Westfall.